# Ulica Emila Zegadłowicza w Krakowie
Ulica Emila Zegadłowicza – ulica w Krakowie, w dzielnicy I Stare Miasto, na Nowym Świecie.
Łączy ulicę Retoryka z ulicą Felicjanek. Jest jednojezdniowa.

## Historia
Ulica została w obecnym kształcie wytyczona została w latach trzydziestych XX wieku.
W 1934 roku nadano jej nazwę ulicy Felicjanek Bocznej. W 1951 roku Rada Miasta Krakowa nadała ulicy obecną nazwę dla upamiętnienia Emila Zegadłowicza, polskiego poety, prozaika, znawcy sztuki i tłumacza.

## Zabudowa
- ul. Emila Zegadłowicza 1 (ul. Felicjanek) – kamienica, XIX wiek.
- ul. Emila Zegadłowicza 2 (ul. Felicjanek 15) – kamienica, 1891.
- ul. Emila Zegadłowicza 3 (ul. Retoryka) – kamienica, ok. 1930.
- ul. Emila Zegadłowicza 4 – kamienica, XIX–XX wiek.

Opracowano na podstawie źródła: Gminnej ewidencji zabytków – Kraków.